# František Pečinka
František Pečinka (27. prosince 1869 Nový Bydžov – 14. května 1917 Brno) byl český malíř a básník, žák profesora Julia Mařáka na pražské malířské Akademii.

## Život
František Pečinka se narodil 27. prosince 1869 v Novém Bydžově (č. p. 29) do rodiny sedláře Antonína Pečenky a jeho manželky Marie rozené Ryglové. Není známo, proč došlo ke změně jeho jména na Pečinka. Studoval na pražské malířské Akademii ve školních letech 1889–1892 u profesora Julia Mařáka. V roce 1894 odešel za dalším studiem na malířskou Akademii do Vídně k profesoru Eduardu Peithner von Lichtenfelsovi.
Ve druhé polovině devadesátých let 19. století žil v Novém Bydžově a v Nové Pace. Na podzim 1896 vystavuje souborně v Novém Bydžově. V návaznosti na tuto výstavu vychází v Rozhledech příznivý rozbor jeho díla od F. X. Jiříka, který jej řadí mezi představitele impresionismu. V prosinci 1899 vystavuje s Uměleckou besedou, jejímž je členem, a je pozitivně hodnocen jeho "rozhodný světlový kolorismus". Následně se stěhuje na Moravu, kam zřejmě zajížděl již v předchozích letech (Větřáky u Klobouk s datací 1896). Krátce bydlí ve Šitbořicích na Břeclavsku a později delší dobu v Kloboukách u Brna. Zde se v listopadu 1903 oženil s Růženou Vystavělovou, se kterou měl syna Vojtěcha. Postupně se účastnil významných moravských výstavních akcí – 1. umělecké výstavy slovenské v Hodoníně (1902), Hospodářsko-průmyslové a národopisné výstavy ve Vyškově (1902) a Jihomoravské hospodářské, průmyslové, živnostenské a národopisné výstavy v Kloboukách (1903).
Na popud MUDr. Františka Veselého se v březnu 1906 stěhuje do Luhačovic, kde v červenci téhož roku uspořádal úspěšnou soubornou výstavu. Podílel se na rozvoji kulturního a společenského života v Luhačovicích a byl členem Sdružení výtvarných umělců moravských v Hodoníně. V srpnu 1910 jeho ateliér v Luhačovicích navštívil švýcarský estetik a umělecký kritik William Ritter. V červenci 1911 uspořádal soubornou výstavu krajinářských prací spolu s obrazy Oty Ottmara a Karla Lehotského v přízemí Smetanova domu. Po roce 1910 se postupně začal zhoršovat jeho zdravotní stav. Celoživotně trpěl tuberkulózou, která v závěru života ovlivnila i jeho psychický stav. Již těžce nemocen se na podzim r. 1915 stěhuje do Brna do Laudonovy č. 2. V březnu 1917 byl hospitalizován v ústavu choromyslných, kde zemřel 14. května 1917.
Kromě malování se věnoval skládání básní. Jako básník se přihlásil ke generaci devadesátých let lyrickými verši. Je autorem tří básnických sbírek: Sešit veršů (1894), Dojmy z Paky (1897) a Vlčí mák (posmrtně, 1917). R. 1912 (31. prosince) se v Přerově účastnil ustavující schůze literárního spolku Moravské Kolo spisovatelů, jehož členem byl do své smrti.
Je pohřben na Ústředním hřbitově v Brně.

## Dílo
František Pečinka jako jeden z prvních českých a moravských autorů experimentuje s impresionistickou a pointilistickou technikou malby. Zřejmě již jako studentovi pražské Akademie mu nebyla vlastní jemná hra valérů a J. Mařák jej kritizoval, že maluje příliš "barvířsky". Mistrovskými kousky v duchu malby druhé generace Mařákovců jsou Partie z Klobouk, Stavení a Větřák u Klobouk. Na základě dobové umělecké kritiky je možné usuzovat, že "čisté barvy" začíná používat od r. 1896 (Jindřich Imlauf, 1911). Na radu svého přítele lékárníka Františka Tichého "lámal barvu krapy se zemitou žlutí" (Jaroslav Kopa, 1934). F. X. Jiřík (1897) jeho dílo charakterizuje slovy: "Umění Pečinkovo má účel samo v sobě a plyne z impulsů smyslových. Reflexe a rozumové konstrukce logické a vypočítané u něho nenajdeme a také nikdy mechanického napodobení, kopírování přírody. P. jest umělec příliš citový, než aby nevtiskl kraji, jejž studuje, ráz svého měkkého senzitivního temperamentu." O několik let později v Rozhledech (28. 3. 1903) k příležitosti výstavy Mánesa K. Domorázek-Mráz píše: "Pečinkova Studie noci a Podzimní sad malovány jsou nejsytějšími barvami, jak jich jen možno v krajině užíti. Tu jako by hlasně říkal svoje heslo a zásady, že všech barev nejvyšší superlativy nestačí, aby dostihly nádhery barev přírody, když ona jimi hýří. Zdají-li se nám přehnanými tyto tóny nebo ne, - netáže se umělec; v své touze přiblížili se přírodě volil dle svého nejvěrnější." Jeho osobitou formu pointilismu, která zahrnuje ostré tóny barev červené, zelené, oranžové, žluté a tyrkysové, snad nanášených i přímo z tuby, můžeme pozorovat v obrazech Třešně, Břízky a zejména Pole. S oblibou požíval i výrazných modrých stínů (např. Kupky sena). Kontrapunktem jsou pak některé obrazy držené v šedozelených a v šedohnědých tónech, které vznikaly jako odraz momentálního duševního rozpoložení autora. 

### Zastoupení ve sbírkách
- Národní galerie v Praze, obrazy Pohled do atelieru Julia Mařáka (1892), Chaloupka z Velké (1912) a Kupky sena (1912)
- Moravská galerie Brno, obraz Partie z Klobouk
- Muzeum umění Olomouc, obraz Větřák u Klobouk
- Galerie výtvarného umění v Hodoníně, obrazy Motiv z Dalmácie (1908), Autoportrét (1911) a Žudro
- Horácká galerie v Novém Městě na Moravě, obraz Zimní krajina
- Krajská galerie výtvarného umění ve Zlíně, obraz Chalupy na dědině
- Památník národního písemnictví, obraz Krajina s močálem

### Básně
- Sešit veršů, Nový Bydžov: vlastním nákladem, 1894
- Dojmy z Paky: 1894–1895, Praha: František Šimáček, 1897
- Vlčí mák: 1895–1914, Přerov: Tiskařská a vydavatelská společnost, 1917
- V sobě se jen ztrácím: výbor z básnických sbírek 1894–1917 (uspořádal, ediční poznámku a autorův medailon napsal Petr Fabian), Praha, Vlašim: Zapomenuté světlo, 2002
- V sobě se jen ztrácím... (výbor z díla), Praha: Dybbuk, 2017

## Galerie

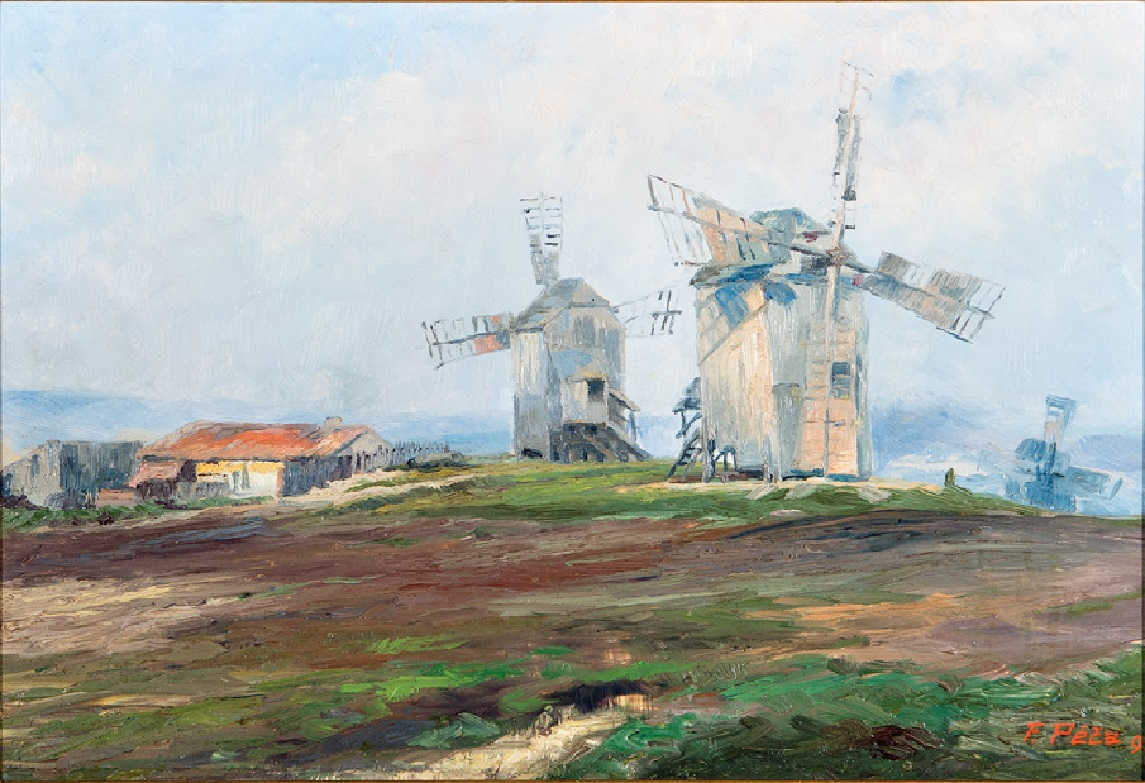
František Pečinka Větřáky u Klobouk
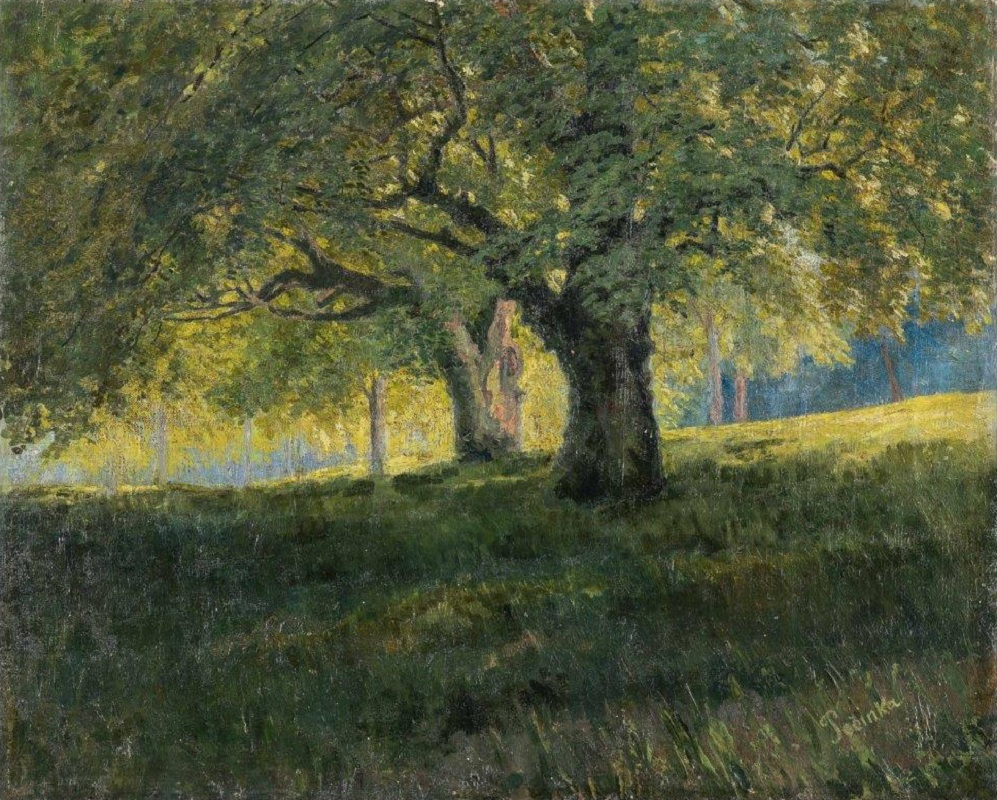
František Pečinka Na podhájí (1897)
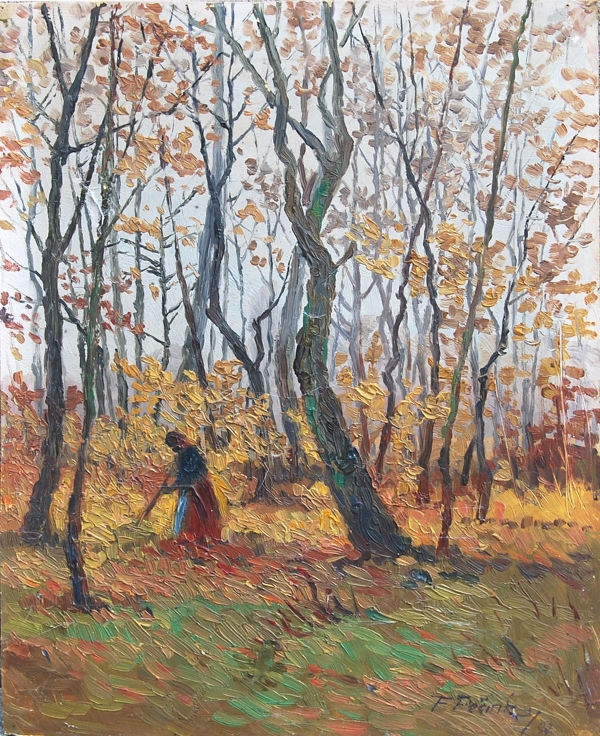
František Pečinka Podzimní les (1897)
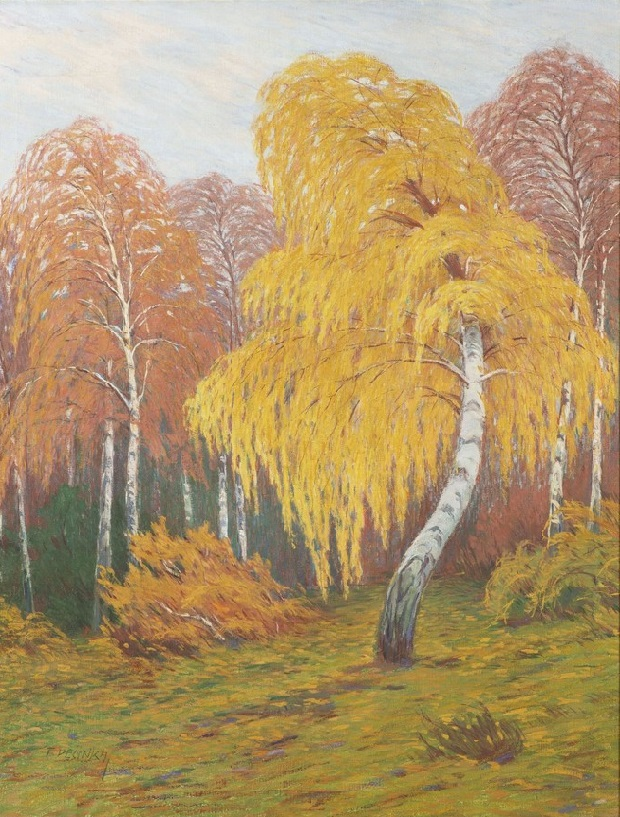
František Pečinka Břízy na podzim
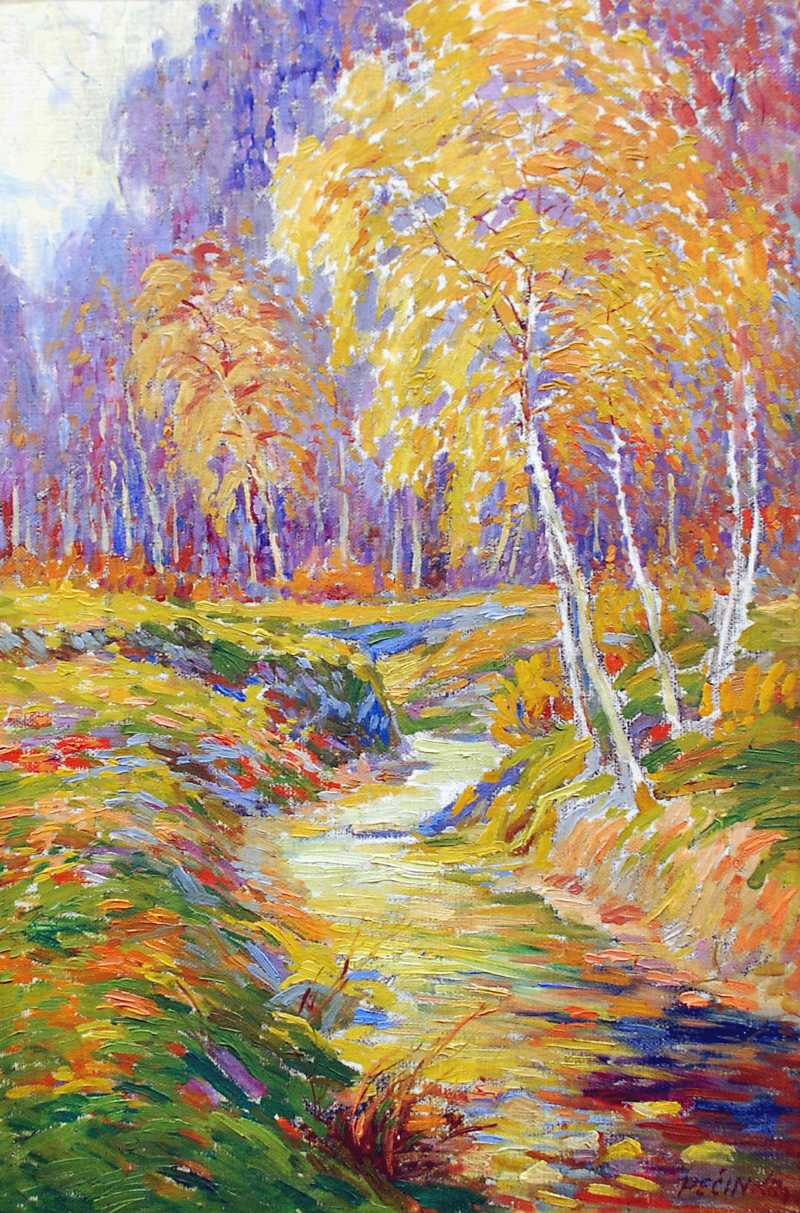
František Pečinka Břízky (Očov u Hodonína)
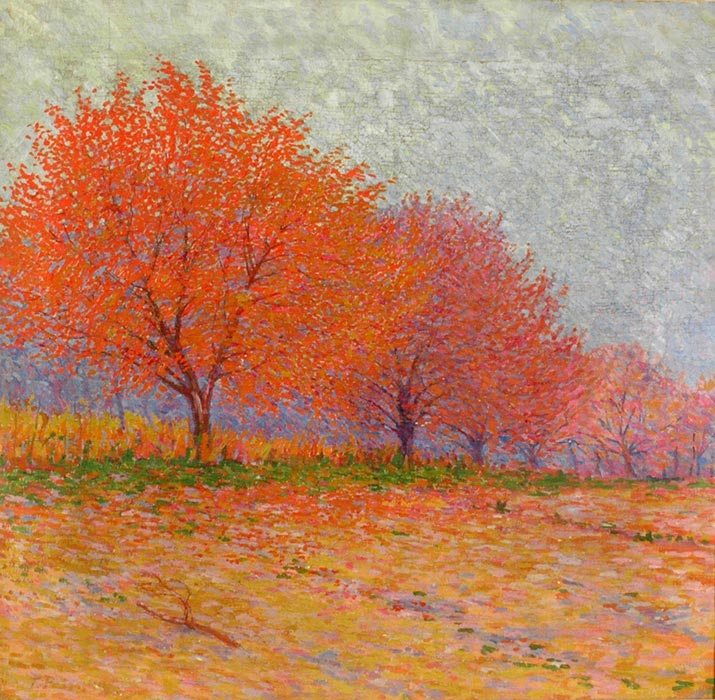
František Pečinka Třešně
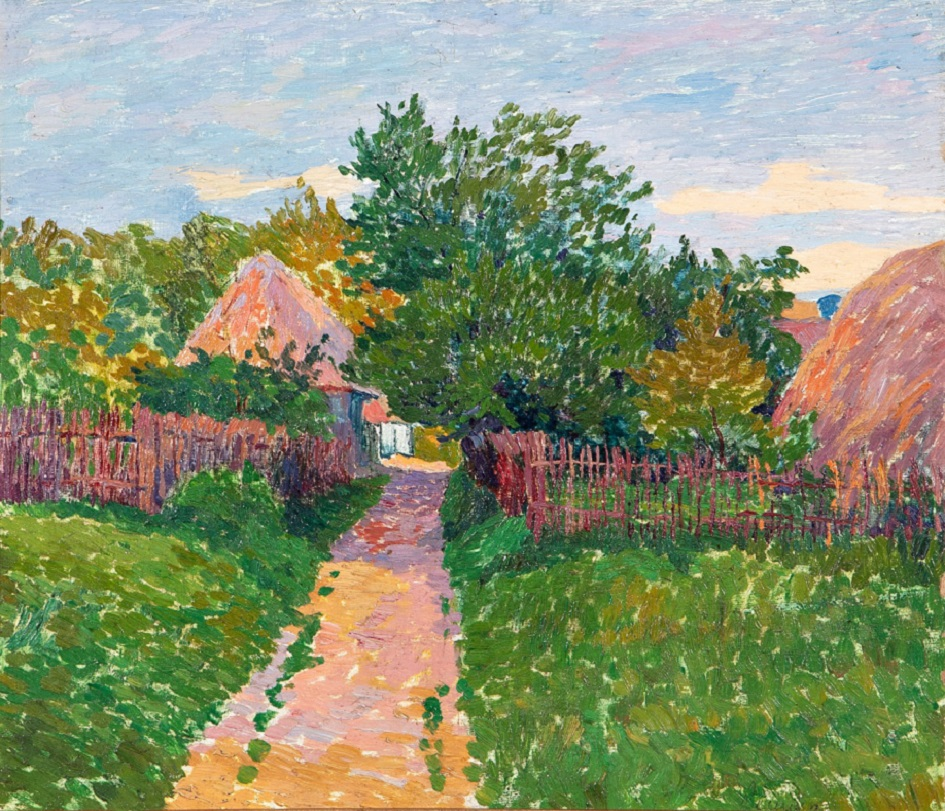
František Pečinka Cesta ke stavením
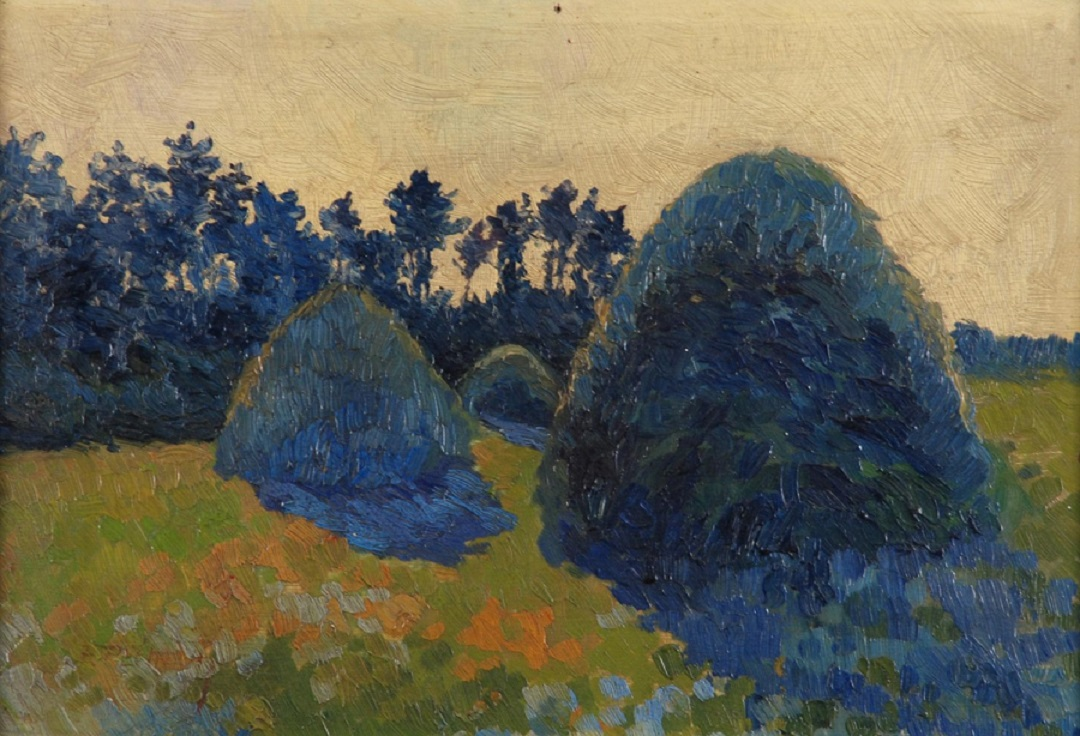
František Pečinka Kupky sena
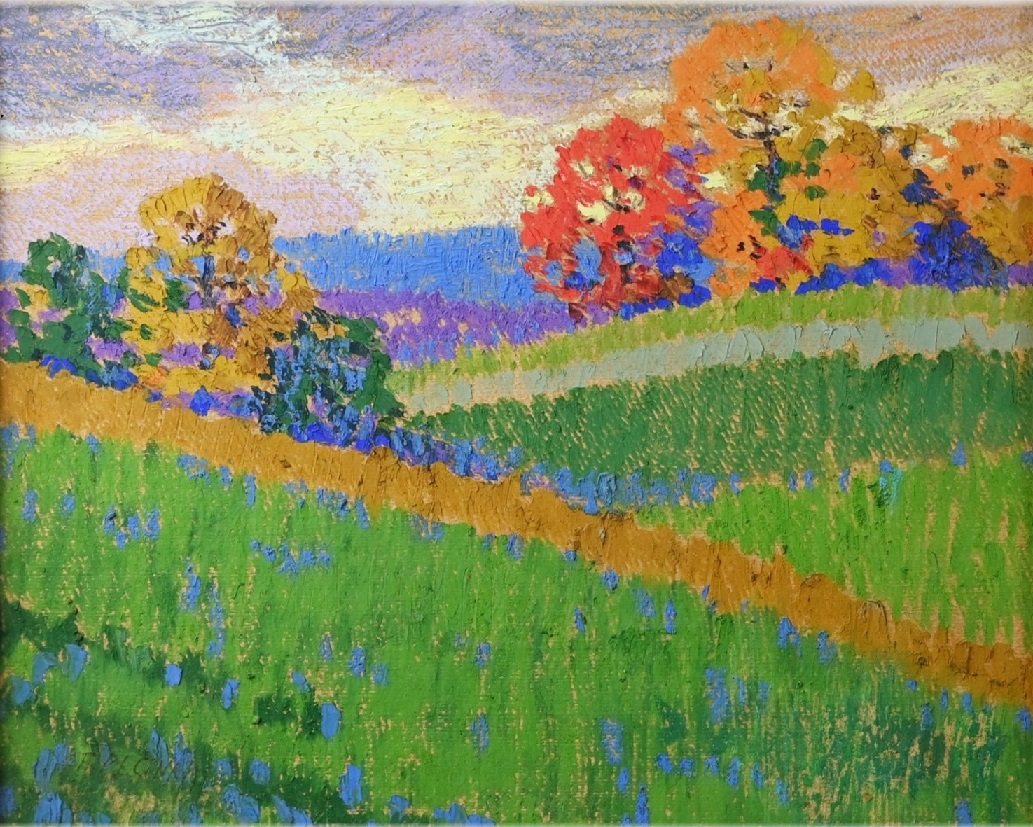
František Pečinka Pole
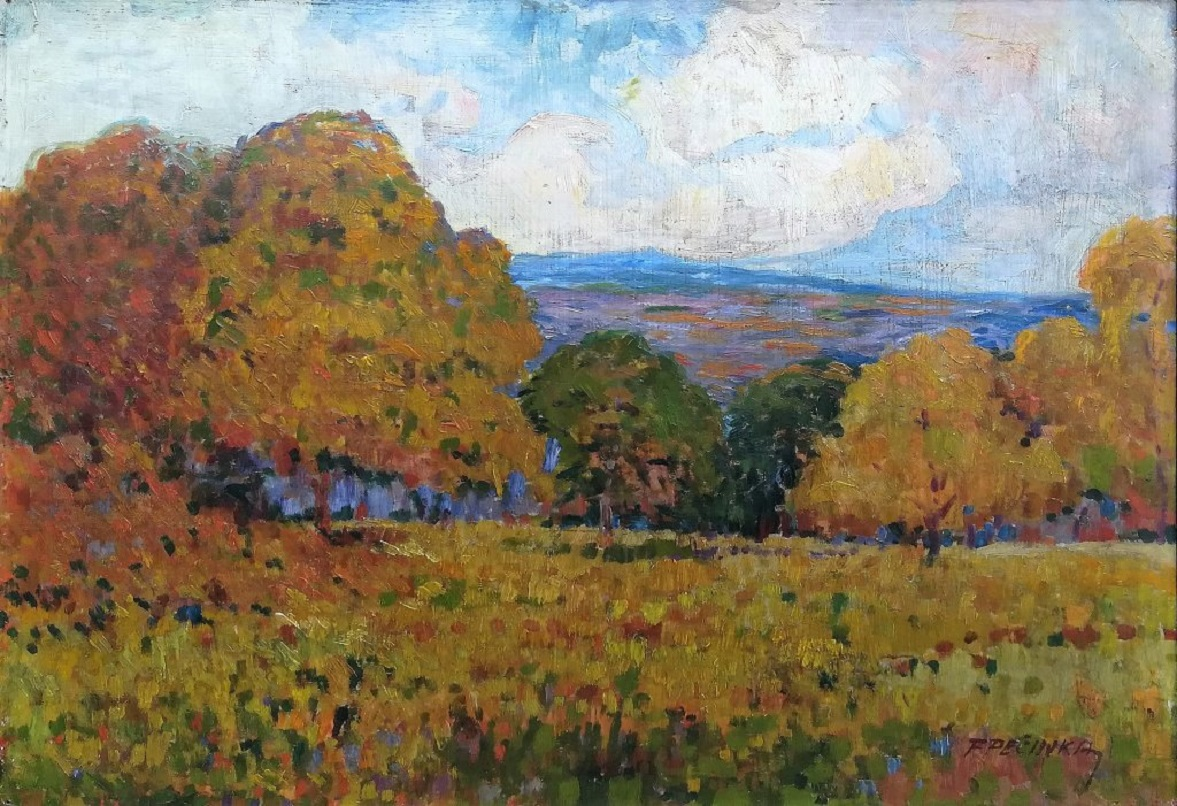
František Pečinka Podzim (okolo 1905)
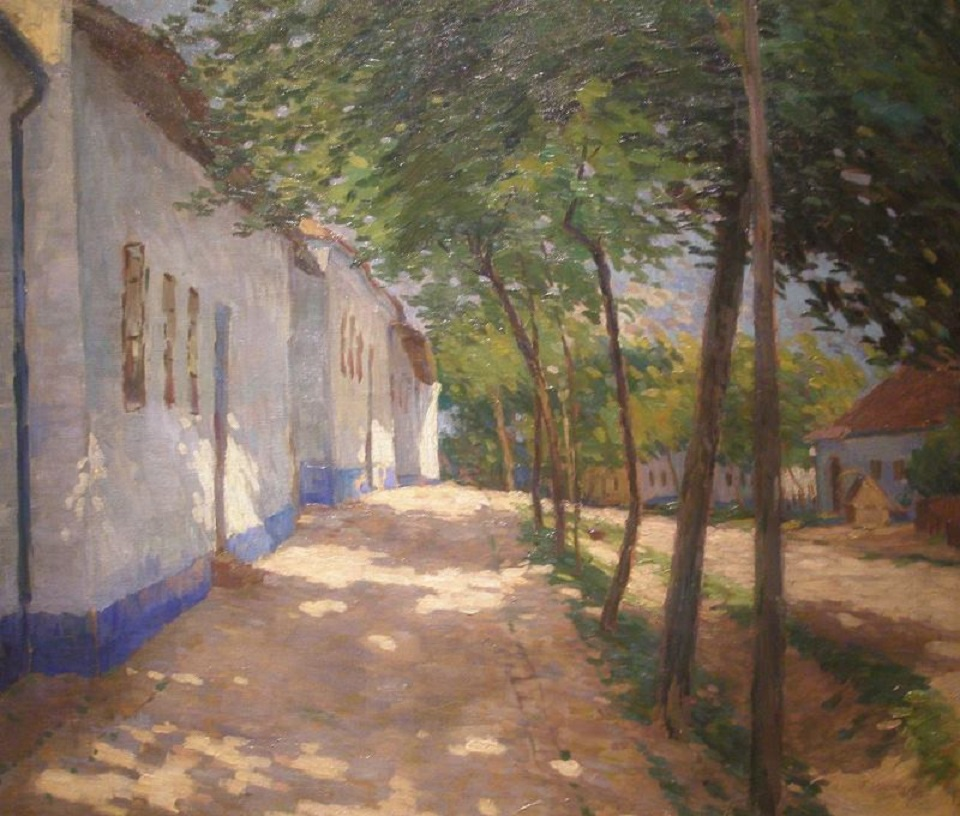
František Pečinka Partie z Klobouk (kolem 1905)
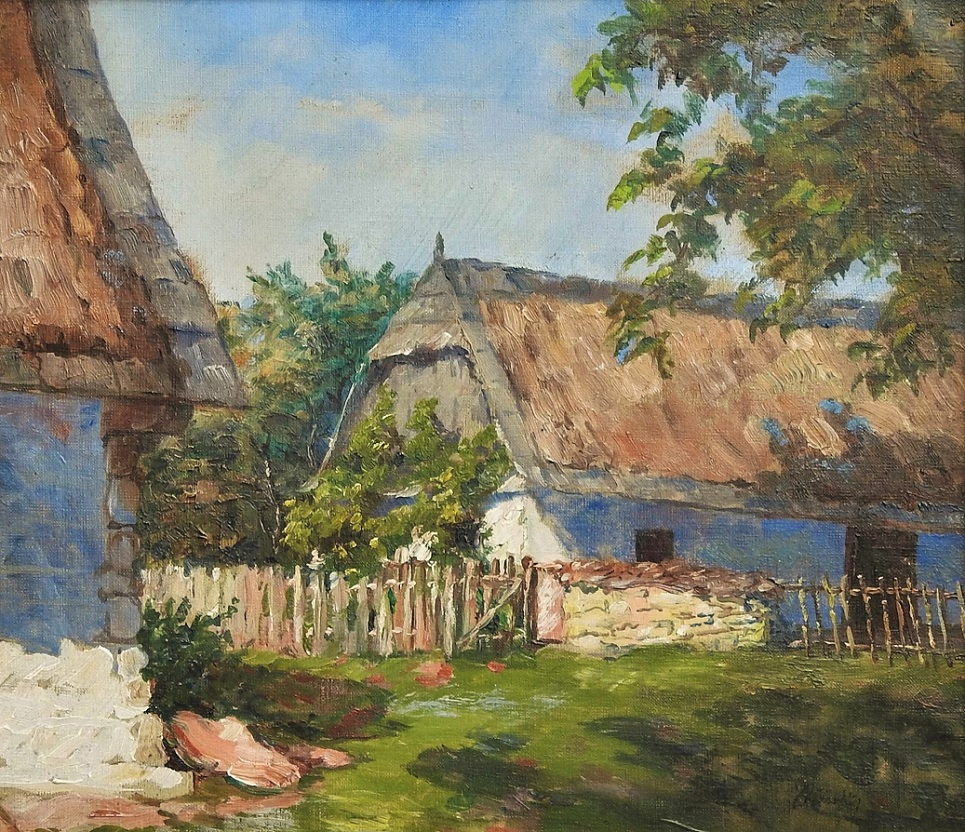
František Pečinka Stavení
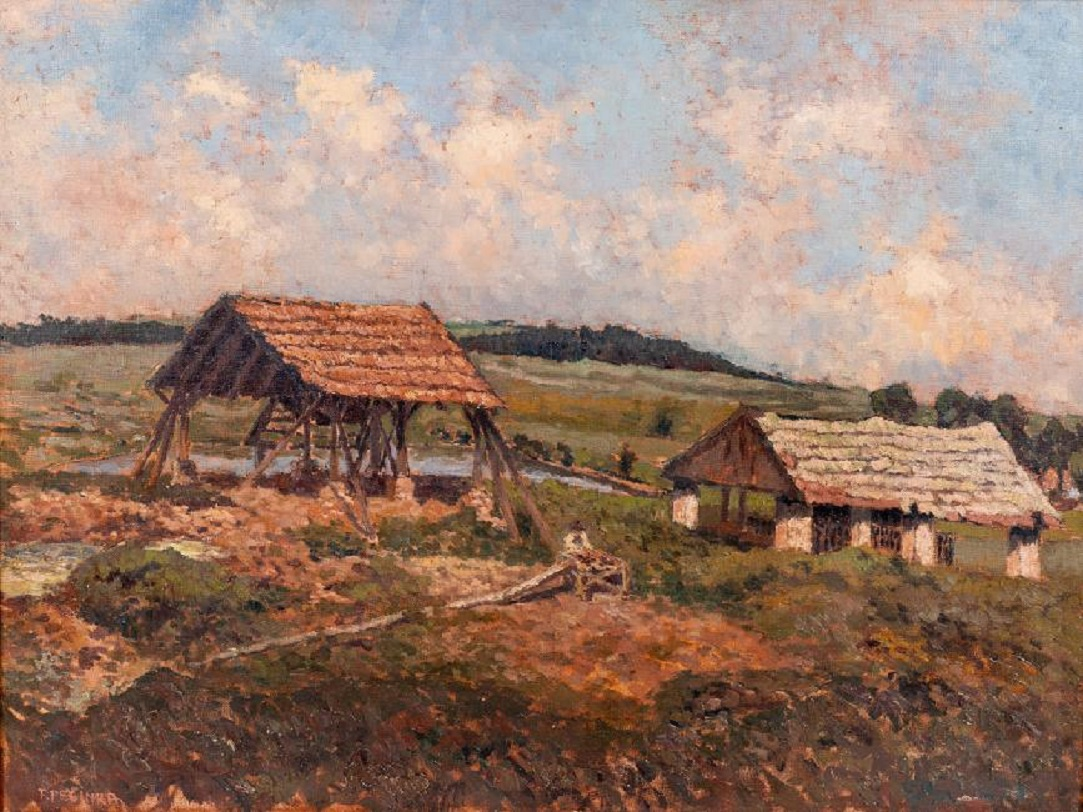
František Pečinka Letní krajina
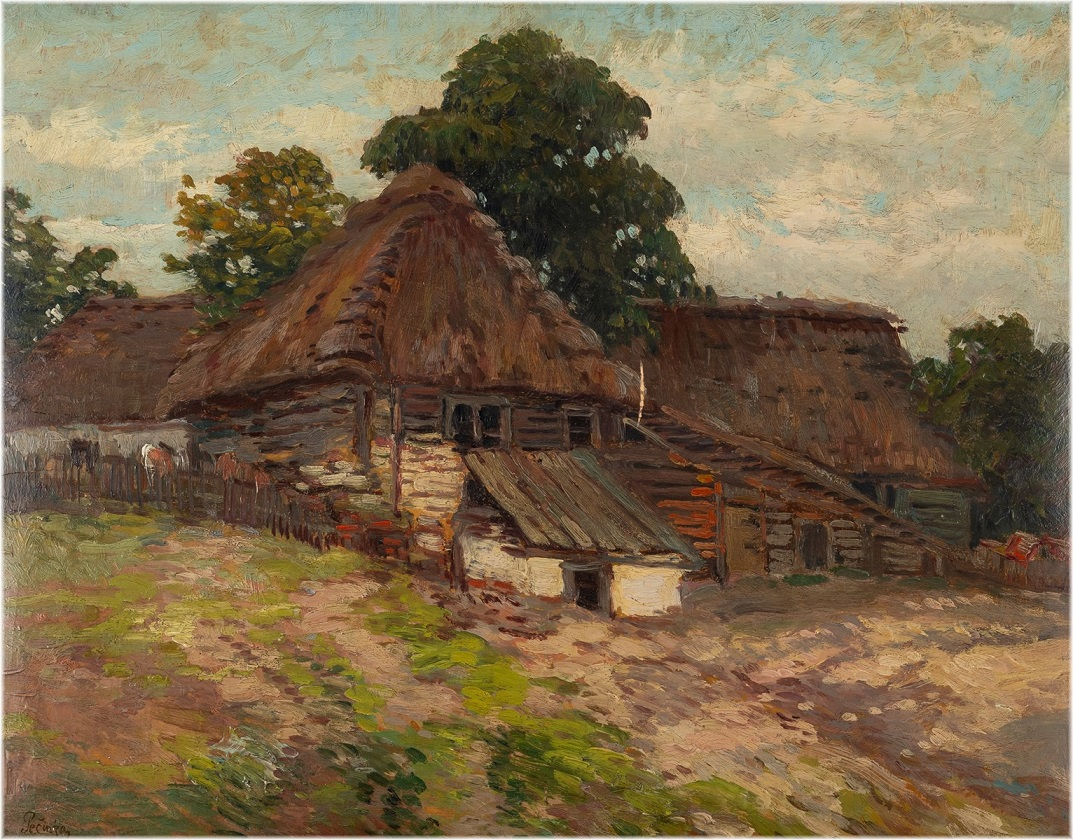
František Pečinka Chalupy
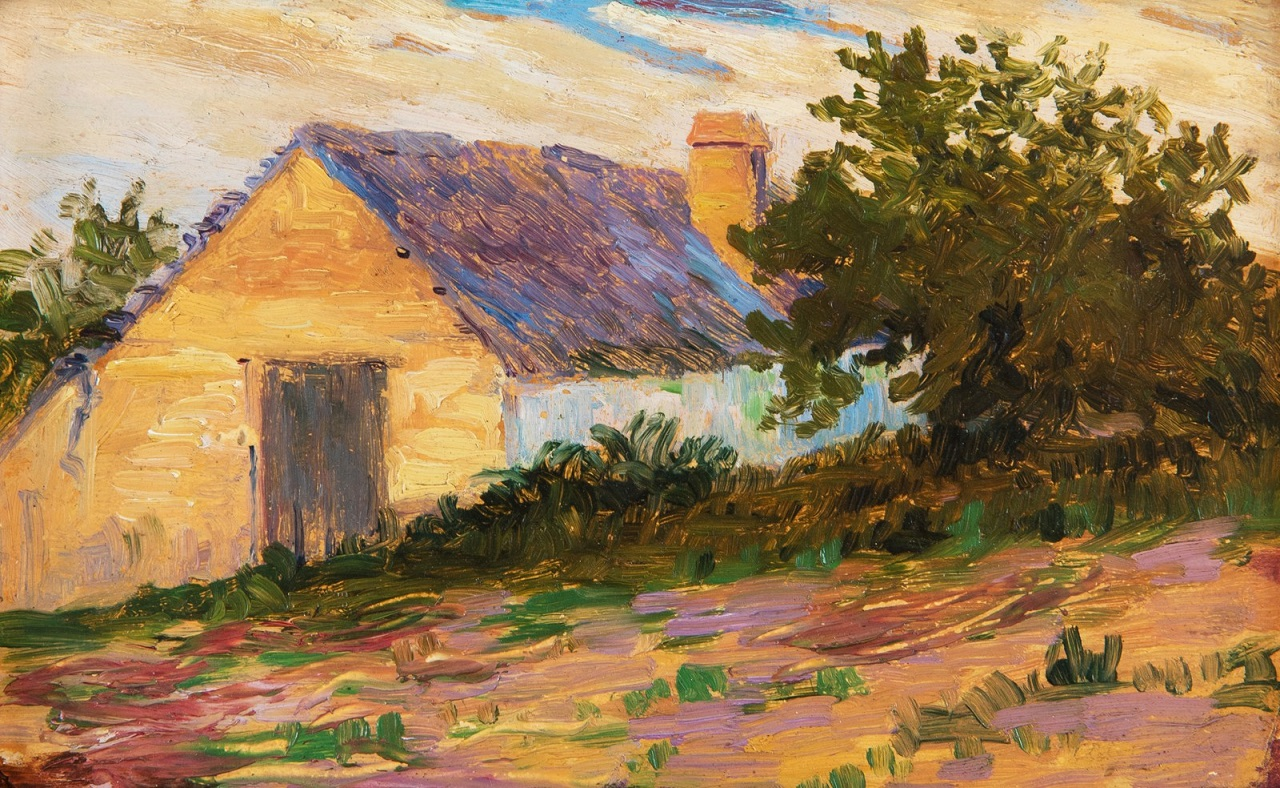
František Pečinka Za chalupou
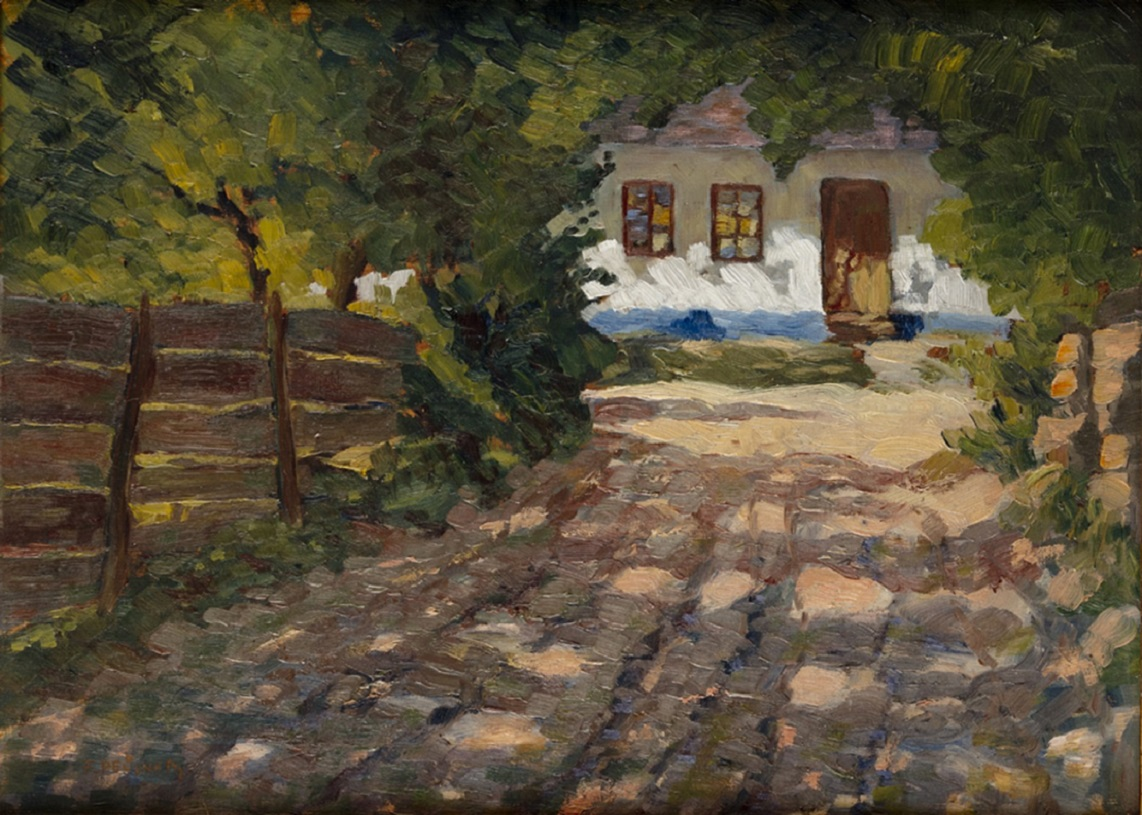
František Pečinka Léto
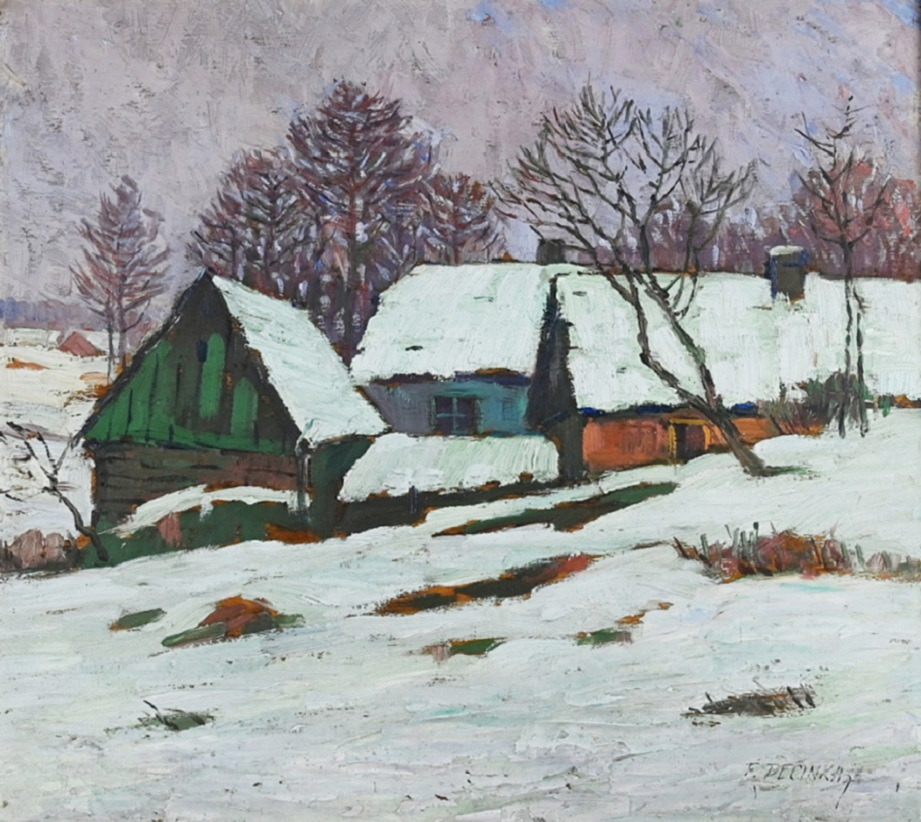
František Pečinka Pod sněhem v Luhačovicích
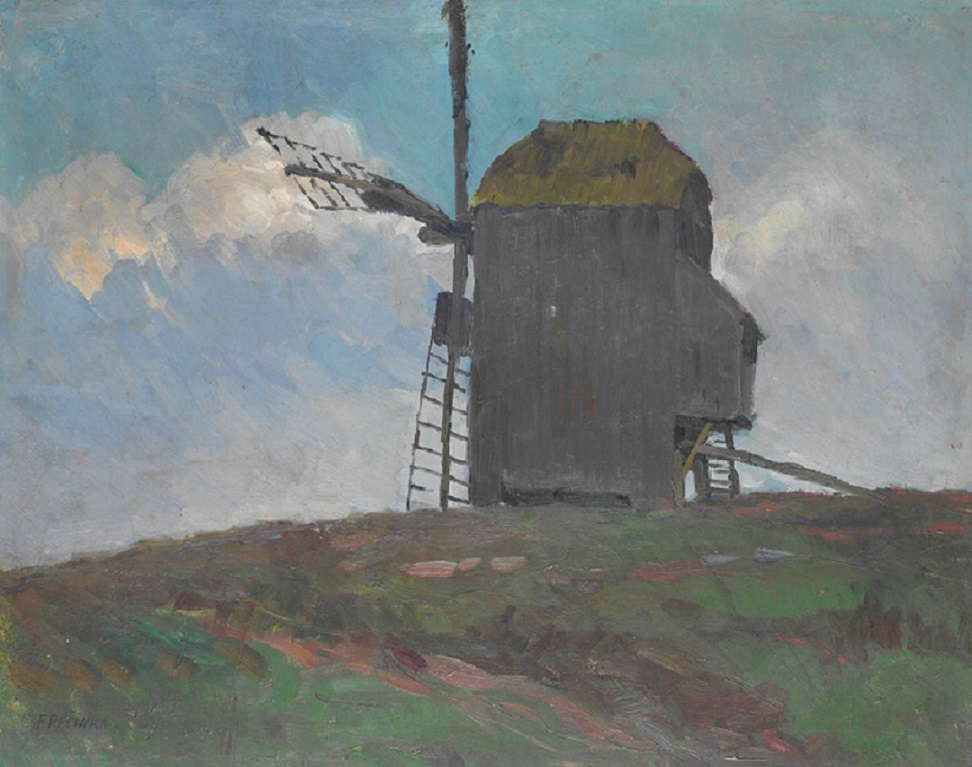
František Pečinka Větřák u Klobouk (před 1906)
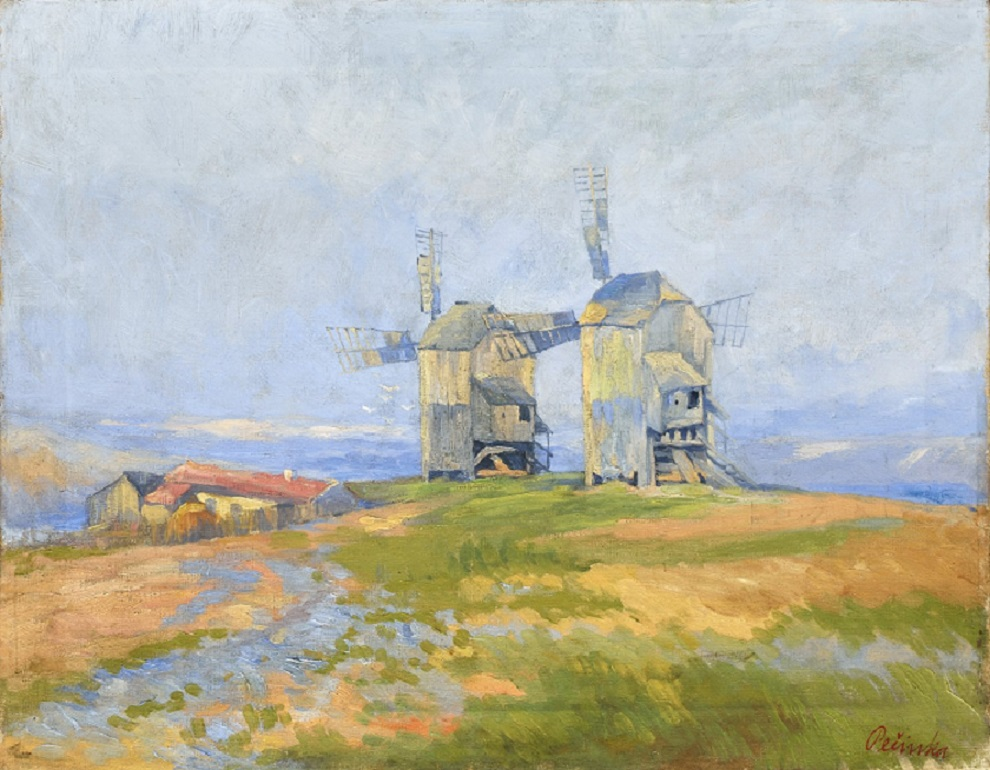
František Pečinka Větřáky
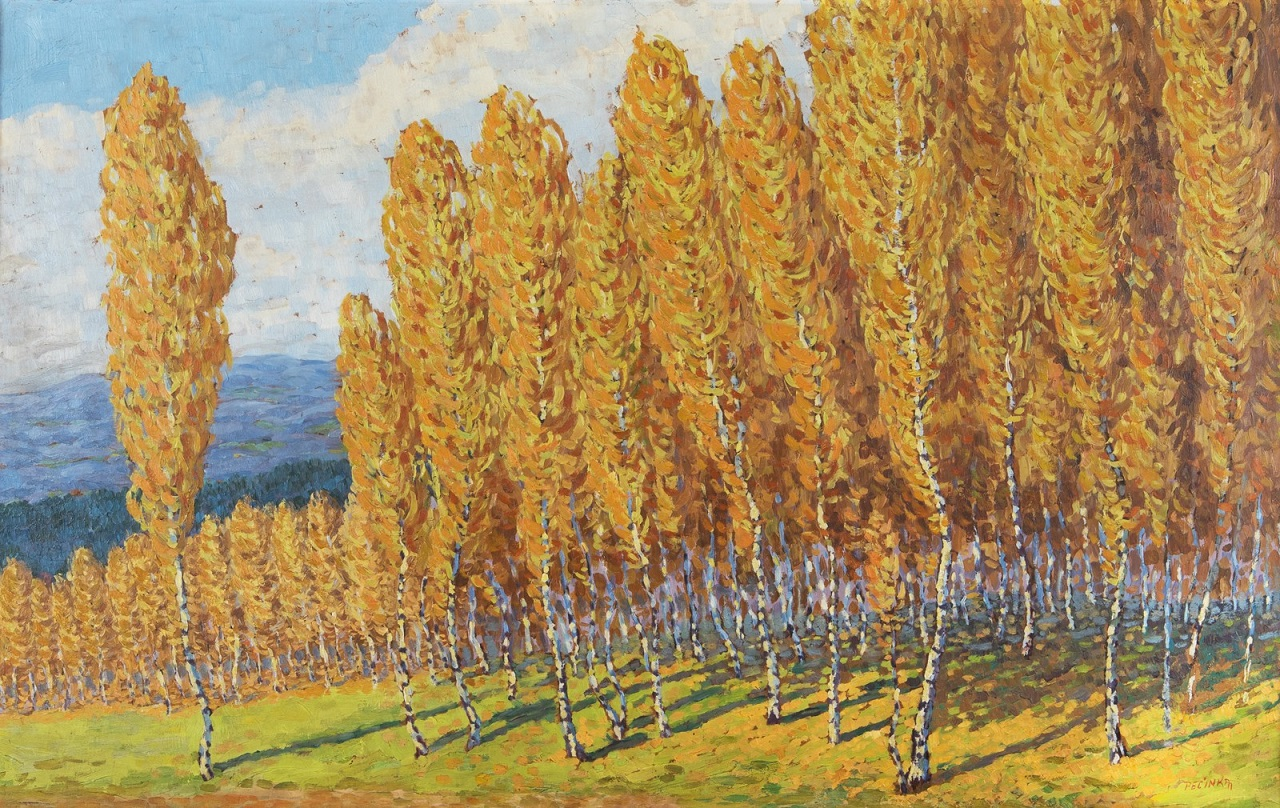
František Pečinka Břízová nálada
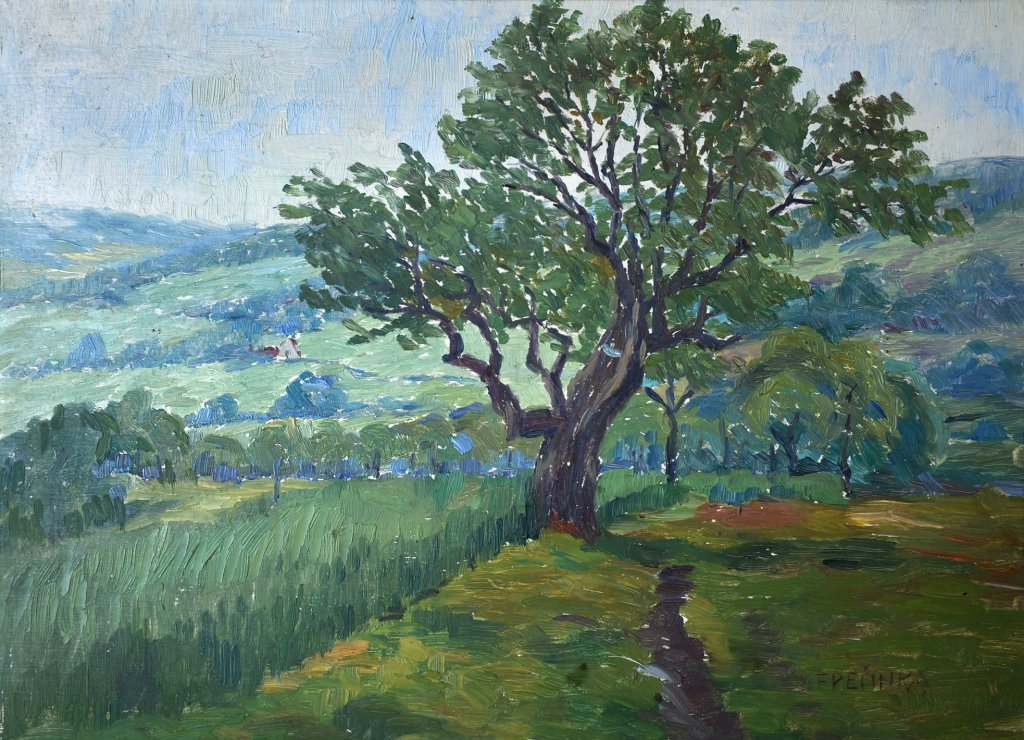
František Pečinka V polích
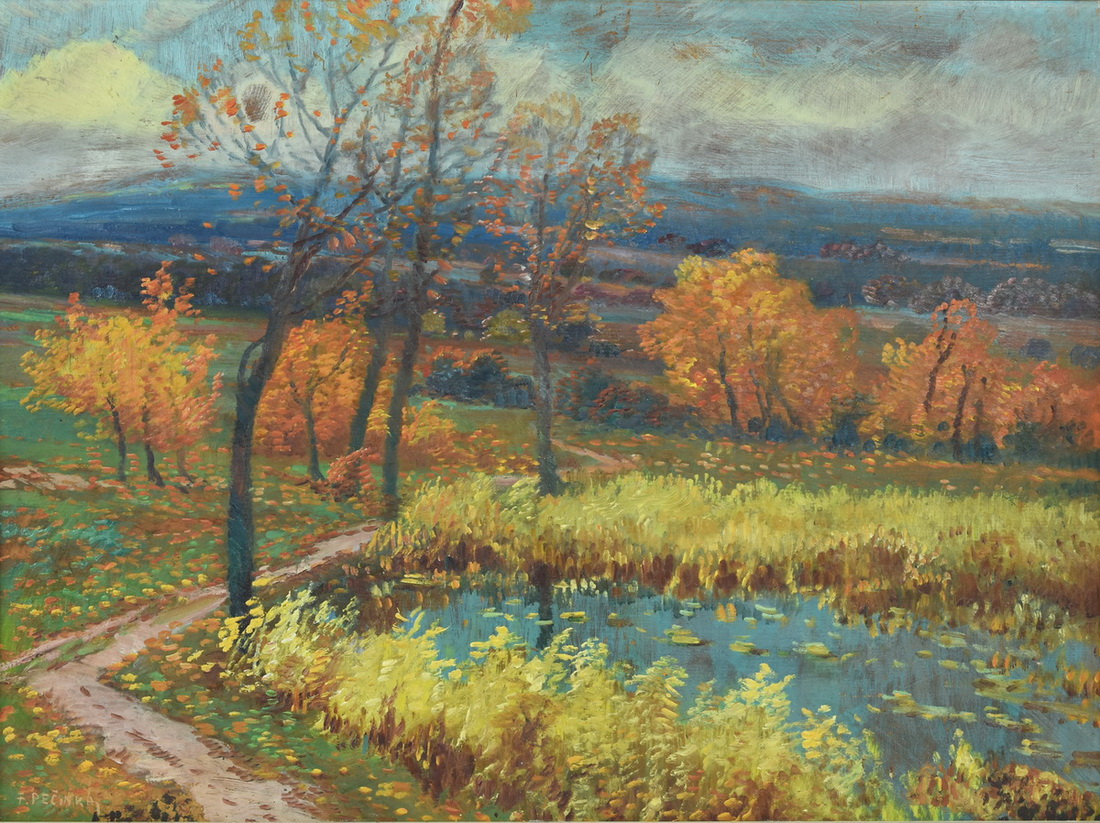
František Pečinka Podzimní krajina
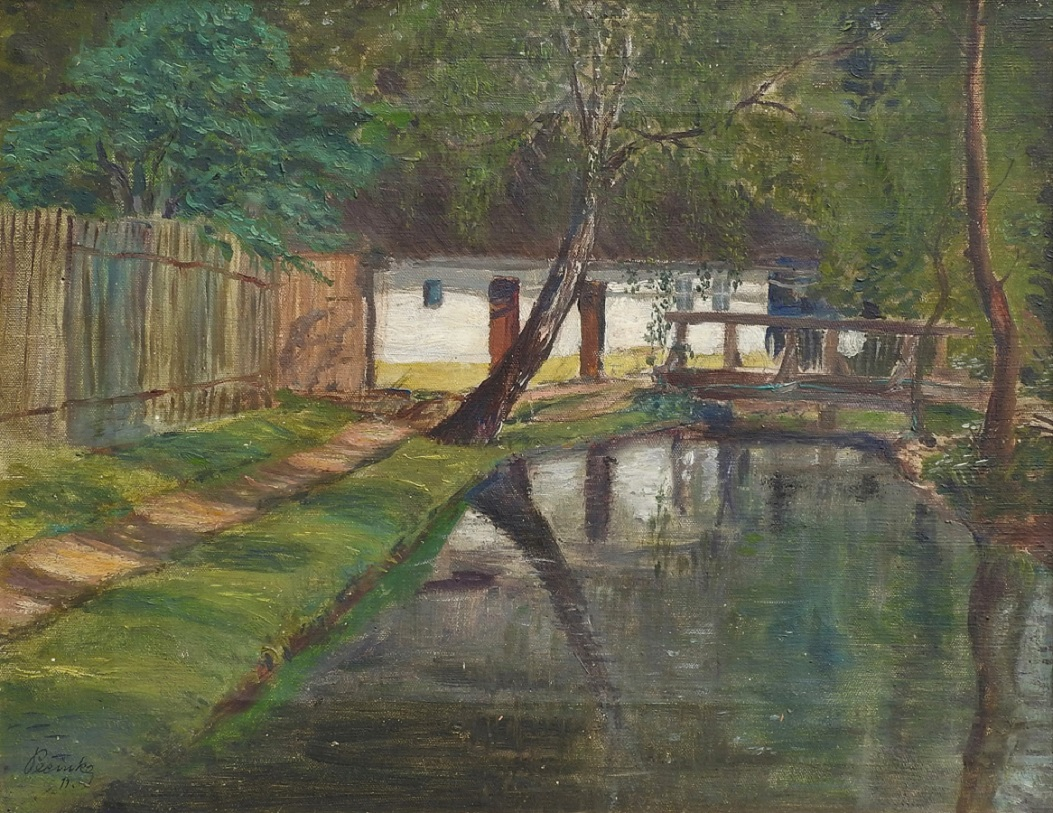
František Pečinka Stavení u potoka (1911)
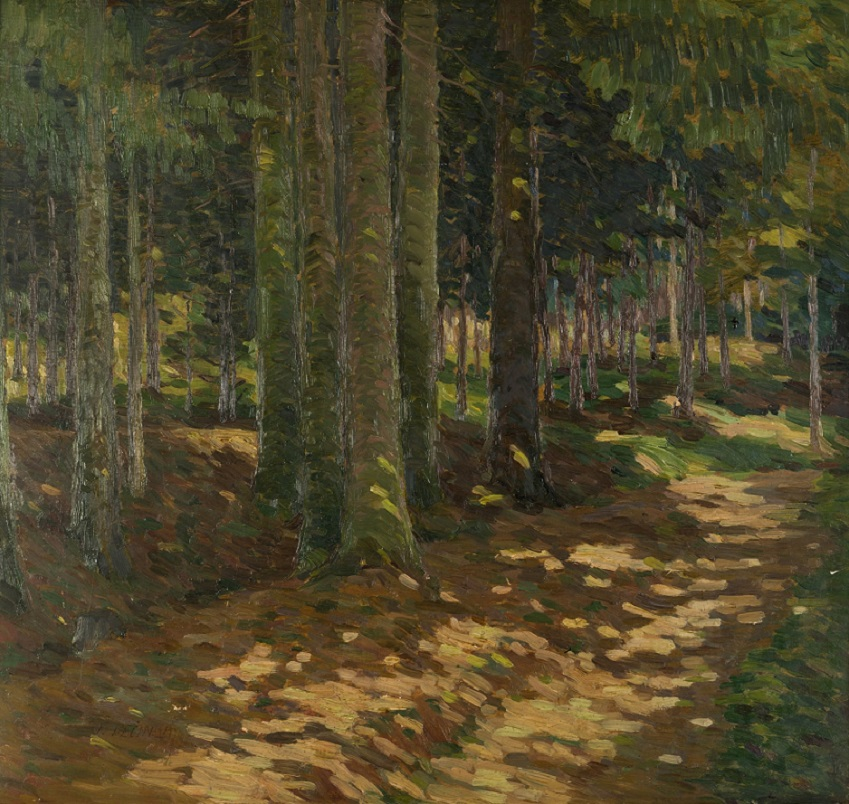
František Pečinka Lesní interiér (1914)
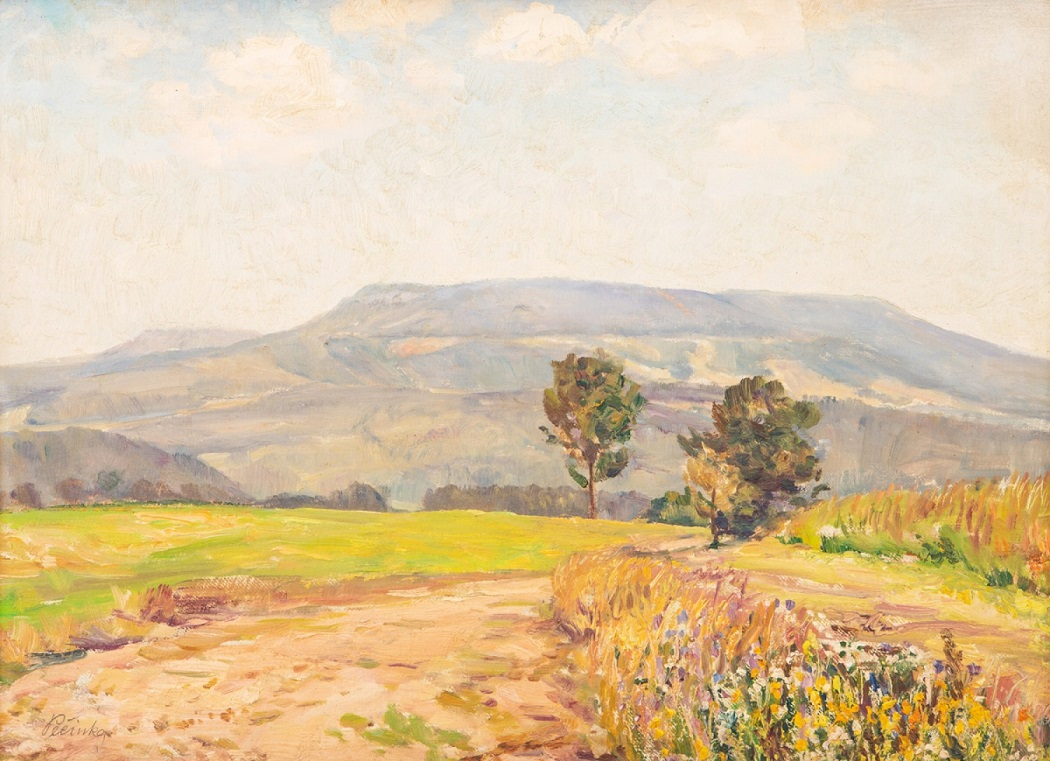
František Pečinka Horská krajina
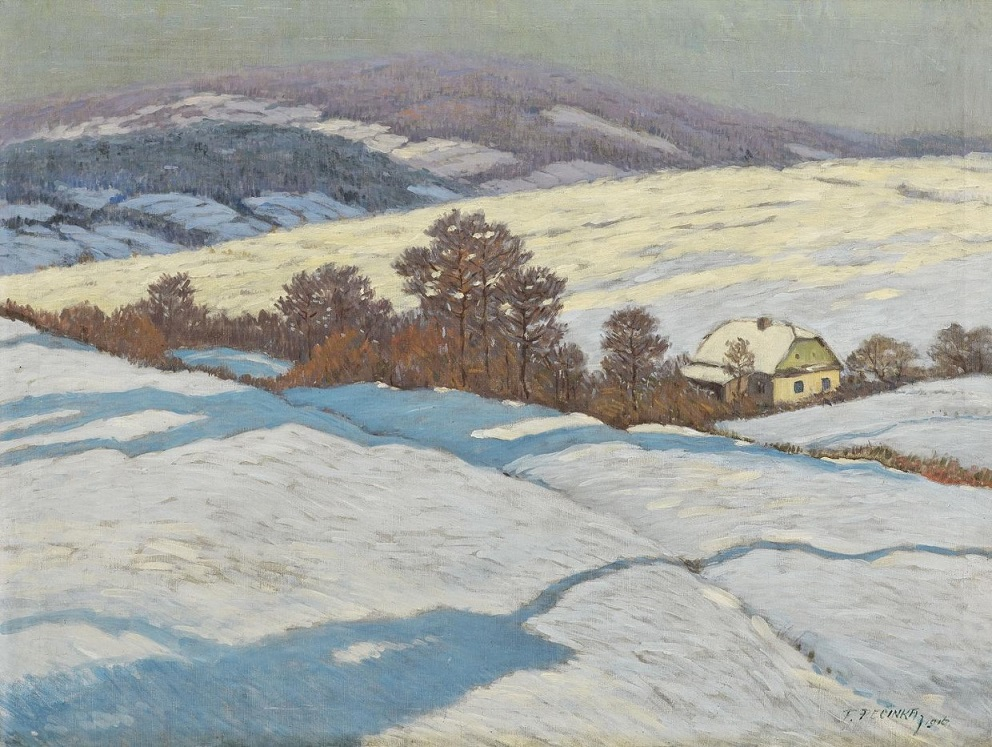
František Pečinka Zimní krajina (1916)